# Domitia Lepida den yngre
Domitia Lepida (ibland den yngre eller minor för att skilja henne från sin äldre syster Domitia), död 54 e.Kr., var medlem av den julio-claudiska kejsarfamiljen. Hon var faster till kejsare Nero, mor till Messalina och mormor till Britannicus.

## Biografi
Tidpunkten för Lepidas födelse är inte klarlagd men inföll troligtvis mellan år 6 f.Kr. och innan Kristi födelse. Lepida har jämförts med sin släkting Agrippina den yngre och har då beskrivs som lika vacker och rik men också lika liderlig, vanryktad och våldsam. Hon ägde mark i Kalabrien (latin: praedia Lepidiana). Det är inte helt klart om det var hos Lepida, eller hennes äldre syster, som Nero bodde som barn då hans mor Agrippina den yngre var landsförvisad.
Lepida var först gift med Marcus Valerius Messalla Barbatus, som var konsul 20 e.Kr.. Med honom hade hon dottern Valeria Messalina, som senare kom att gifta sig med Claudius. Lepidas andra make var Faustus Cornelius Sulla, som var konsul år 31 e.Kr.. Med honom hade hon sonen Faustus Cornelius Sulla Felix, som var konsul 52 e.Kr.. Därefter giftes hon med Gaius Appius Junius Silanus, konsul 28 e.Kr.. Äktenskapet upphörde i och med att Silanus avrättades på Claudius order.
Lepida påstås ha varit vid Messalinas sida i Lucullus park dit dottern tagit tillflykt efter att hennes giftermål med Gaius Silius och konspiration mot Claudius uppdagats. Lepida uppmanade sin dotter att ta sitt eget liv innan Claudius soldater kom dit för att avrätta henne, dock utan att lyckas. Efter att Messalina stuckits ned överlämnades hennes kropp till Lepida. Det var i slutet av kejsare Claudius regeringstid som Lepida själv föll i onåd hos kejsaren. Det sägs att Lepida försökte vinna inflytande över sin brorson Nero genom att vara överdrivet vänlig och inställsam. Det ska ha gjort att hon hamnade i konflikt med Neros mor Agrippina den yngre, som anklagade Lepida för häxeri och för att inte ha kontroll över sina slavhopar i Kalabrien. Lepida avrättades år 54 e.Kr.